# フレデリック・ジャコビ
フレデリック・ジャコビ（Frederick Jacobi、1891年5月4日 - 1952年10月24日）は、アメリカ合衆国の作曲家。
カリフォルニア州サンフランシスコ出身。ニューヨークでルービン・ゴールドマーク、エルンスト・ブロッホ、ラファエル・ジェゼフィ、パオロ・ギャリコについて学び、ベルリンでパウル・ユオンに師事した
。1913年から1917年までメトロポリタン歌劇場のカペルマイスターを務め、第一次世界大戦中は陸軍軍楽隊でサックス奏者を務めた。
彼は先住民の音楽に関心を寄せ、1927年の冬にニューメキシコ州のディネやプエブロの居留地に滞在して、彼らの音楽を学んだ。また1930年代よりユダヤ宗教音楽を作曲するようになった。1936年にはジュリアード音楽院の作曲の教授に就任した。
作品には2つの交響曲、3つの交響詩、管弦楽組曲、管弦楽のための頌歌、管弦楽のためのインディアン舞曲、ヴァイオリン協奏曲、チェロ協奏曲、ピアノ協奏曲、室内楽曲、オペラ、カンタータ、合唱曲、歌曲などがある。